# Jaroslav Mazáč
Jaroslav Mazáč (24. března 1934, Přerov – 28. dubna 2006, Přerov) byl moravský pedagog a básník.

## Život
Narodil se v dělnické rodině Josefa Mazáče (1900–1987) a Marie Mazáčové-Kočí. Maturoval na přerovském gymnáziu r. 1952. Studoval na Univerzitě Palackého v Olomouci český a ruský jazyk na Pedagogické fakultě a potom dálkově češtinu na Filozofické fakultě. (Dizertační práce Poezie Karla Tomana).
Učil na základních a středních školách v Šumperku, Starém Městě, Zábřehu a Kojetíně. Od roku 1965 pak na Střední zemědělské škole v Přerově. Vzhledem k tomu, že byl katolík a předseda Československé strany lidové, mu komunistická strana tehdy neumožnila učit na prestižních školách (gymnázia). Mezi jeho žáky patřil např. Vladimír Hučín.
Jaroslav Mazáč byl členem Obce spisovatelů . Debutoval r. 1961 v Červeném květu, přispíval do Lidové demokracie, Akordu, Nové svobody, Mladé fronty, Ostravského kulturního měsíčníku, Tvorby, Literárního měsíčníku, Učitelských novin aj. Publikoval i v okresním tisku: Kultura Přerova, Kulturní život Šumperska, Průvodce kulturou Zábřeha. Jako samizdat byla v 80. letech rozšiřována jeho sbírka Tichá mše.
Tvorba Jaroslava Mazáče měla několik předností, které by neměly zůstat nepovšimnuty: První předností bylo programové navazování básníka na tvorbu všedního dne, na tvorbu niterného neokázalého prožitku. K tomu se vázalo básníkovo ladění veršů do civilní tóniny a výrazová svébytnost. Básník svého čtenáře nikde nevodil exotickými zahradami s pohárkovými vůněmi, barvami a tvary. Jeho verše byly spíše řadami světel, ozařujících cestu do nejbližšího času, ale i do věčnosti. Básník chápal svou tvorbu jako poetickou službu zušlechťující naši dobu a obohacující čtenáře o citové parametry, o víru a naději.
Bohumír Kolář

## Dílo

### Publikace – básnické sbírky
- Havraní stříbro – Ostrava: Profil, 1965
- Laskavý soud – Ostrava: Profil, 1969
- Setkání křídel – Ostrava: Profil, 1974
- Hvězdná země – Ostrava: Profil, 1980
- Sen o širé pláni – s kresbami Jany Pivovarské – Ostrava: Kroužek bibliofilů DKP Vítkovic, 1984
- Dálkový pochod – Ostrava: Profil, 1985
- Předpověď na noc a zítřek: ilustrace Jarmila Totušková; typografie Jan Jordán – Brno: Blok 1987
- Nehasnoucí ohně – ilustrace Eva Siblíková-Chmelařová; obálka, vazba a grafická úprava Karel Aubrecht – Praha: Naše vojsko, 1989
- Tichá mše – Přerov: Děkanát římskokatolické církve, 1991
- Alfa konce – omega letu: výbor z díla 1965–1995 – ilustrace Jana Pivovarská. Ostrava: Volné sdružení autorů moravskoslezských, 1996
- Konec návštěv – ilustrace Leoš Faltýnek. Přerov: Proavis, 1996
- Světlo mezi krami – Ostrava: Volné sdružení autorů moravskoslezských, 1997
- Jupiter nízko nad obzorem – Přerov: Proavis, 1999
- Bílé zeravy: Leopoldu Čadovi k jeho 85. narozeninám – ilustrace Karel Haruda; grafická úprava Bruno Karásek. Ostrava: Knihvazárna Atyp, 1999
- Oidipus nabývá zraku – ilustrace Karel Haruda; grafická úprava Bruno Karásek. Ostrava: Volné sdružení autorů moravskoslezských, 2001
- Stín za žalmistou: dvacet básní – ilustrace Evy Siblíkové. Přerov: Muzeum Komenského, 2004

### Jiné
- Sjezd absolventů[2]
- Eva Siblíková – setkání s osobností: upomínkový list – text Jaroslav Mazáč. Přerov: Muzeum Komenského, 1996